# Lista de emissoras de televisão de Mato Grosso
Esta é uma lista de emissoras de televisão do estado brasileiro de Mato Grosso. São 92 emissoras concessionadas pela ANATEL. Pela lei, uma Retransmissora de Televisão (RTV) dentro da Amazônia Legal pode gerar programação local e comercializar espaços comerciais. As emissoras podem ser classificadas pelo nome, canal analógico, canal digital, cidade de concessão, razão social, afiliação e prefixo.

## Canais abertos
| Nome                               | CA | CD      | Concessão             | Razão social                                             | Afiliação                     | Prefixo |
| ---------------------------------- | -- | ------- | --------------------- | -------------------------------------------------------- | ----------------------------- | ------- |
| Band Barra do Garças               | 27 | 15 (14) | Barra do Garças       | Televisão Cidade Verde S/A                               | Band                          | RTV     |
| Band Mato Grosso                   | —  | 41*     | Cuiabá                | Prorad Projetos de Radiodifusão e Telecomunicações Ltda. | Band                          | RTV     |
| Bem TV                             | 3  | 14      | Tangará da Serra      | MVR Comunicação Ltda.                                    | SBT                           | RTV     |
| Gente TV                           | 2  | 20      | Sinop                 | Rádio e Televisão Regional Ltda.                         | RedeTV!                       | RTV     |
| PBC TV                             | 13 | 49      | Marcelândia           | Tupi Comunicações Ltda.                                  | Record                        | RTV     |
| Real TV                            | 8  | 25      | Sinop                 | TV Capital de Sinop Ltda.                                | Record                        | RTV     |
| TV Ideal                           | 11 | 39      | Diamantino            | Gazeta Publicidade e Negócios Ltda.                      | Record                        | RTV     |
| RedeTV! Campo Novo do Parecis      | 12 | 46      | Campo Novo do Parecis | TV Ômega Ltda.                                           | RedeTV!                       | RTV     |
| RedeTV! Tangará                    | 16 | 47*     | Tangará da Serra      | Rádio Marco Zero Ltda.                                   | RedeTV!                       | RTV     |
| SBT Colíder                        | 13 | 48      | Colíder               | Sistema Ourominas de Radiodifusão Ltda.                  | SBT                           | RTV     |
| SBT Cuiabá                         | —  | 5 (45)  | Cuiabá                | Sistema Rondon de Comunicação Ltda.                      | SBT                           | RTV     |
| SBT Itiquira                       | 11 | —       | Itiquira              | TVI-TV Itiquira Ltda.                                    | SBT                           | RTV     |
| SBT Nova Mutum                     | 9  | 45      | Nova Mutum            | Empresa Mutum de Comunicações Ltda.                      | SBT                           | RTV     |
| SBT Rondonópolis                   | —  | 8 (45)  | Rondonópolis          | Sistema Rondon de Comunicação Ltda.                      | SBT                           | ZYQ 728 |
| SBT Sinop                          | 4  | 48      | Sinop                 | Sistema Dorner de Comunicação Ltda.                      | SBT                           | RTV     |
| SBT Sorriso                        | 6  | 46      | Sorriso               | Teles Pires Comunicações Ltda.                           | SBT                           | RTV     |
| TV Água Boa                        | 9  | —       | Barra do Bugres       | Televisão Água Boa Ltda.                                 | Record                        | RTV     |
| TV Amplitude                       | 8  | 38      | Guarantã do Norte     | Sociedade Guarantã de Televisão Ltda.                    | Record                        | RTV     |
| TV Amplitude                       | —  | 7 (47)  | Juara                 | Juara Radiotelevisão Ltda.                               | Record                        | RTV     |
| TV Amplitude                       | —  | 8 (38)  | Juína                 | TV Mundial Juína Ltda.                                   | Record                        | RTV     |
| TV Apiacás                         | 25 | —       | Apiacás               | Melo Comunicação Ltda.                                   | RedeTV!                       | RTV     |
| TV Araguaia                        | 11 | 06 (38) | Alto Araguaia         | Tupi Comunicações Ltda.                                  | Record                        | RTV     |
| TV Araguaia                        | 4  | 28      | Barra do Garças       | SART-Sistema Araguaia de Rádio e Televisão Ltda.         | SBT                           | RTV     |
| TV Assembleia                      | —  | 30      | Cuiabá                | Mato Grosso Assembleia Legislativa                       | .2 TV Contas                  | ZYQ 725 |
| TV Brasil Oeste                    | —  | 8 (40)  | Cuiabá                | Rádio e Televisão Brasil Oeste Ltda.                     | Rede Brasil                   | ZYQ 723 |
| TV Buritis                         | —  | 7 (39)  | Tapurah               | Gazeta Publicidade e Negócios Ltda.                      | Record                        | RTV     |
| TV Campo Verde                     | —  | 8 (19)  | Campo Verde           | TV Veja News Ltda.                                       | Record News                   | RTV     |
| TV Centro América                  | —  | 4 (36)  | Cuiabá                | Televisão Centro América Ltda.                           | TV Globo                      | ZYA 941 |
| TV Centro América Norte            | —  | 5 (31)  | Sinop                 | Rádio e Televisão Matogrossense Ltda.                    | TV Globo                      | ZYA 953 |
| TV Centro América Sul              | —  | 4 (36)  | Rondonópolis          | Rádio e Televisão Matogrossense Ltda.                    | TV Globo                      | ZYQ 727 |
| TV Centro América Tangará da Serra | —  | 13 (36) | Tangará da Serra      | Terra Comunicação Ltda.                                  | TV Globo                      | RTV     |
| TV Centro-Oeste                    | 6  | 40      | Pontes e Lacerda      | Sistema Cidade de Rádio e Televisão Ltda.                | SBT                           | RTV     |
| TV Cidade                          | 8  | 38      | Barra do Garças       | Televisão Taina-Biú Ltda.                                | Record                        | RTV     |
| TV Cidade                          | 7  | 39      | Nova Mutum            | Gazeta Publicidade e Negócios Ltda.                      | Record                        | RTV     |
| TV Cidade                          | 9  | —       | Nova Xavantina        | Televisão Nova Xavantina Ltda.                           | SBT                           | RTV     |
| TV Cidade                          | —  | 5 (38)  | Rondonópolis          | Rádio e Televisão Massa Ltda.                            | Record                        | RTV     |
| TV Cidade Interativa               | —  | 20      | Canarana              | Portal do Xingu Comunicação e Publicidade Ltda.          | Record                        | RTV     |
| TV Cidade Verde Alta Floresta      | 14 | 26*     | Alta Floresta         | Rede Médio Norte de Comunicações Ltda.                   | Rede Cidade Verde             | RTV     |
| TV Cidade Verde Colíder            | 9  | 46      | Colíder               | TV Piraíba Ltda.                                         | Rede Cidade Verde             | RTV     |
| TV Cidade Verde Cuiabá             | —  | 12 (41) | Cuiabá                | Televisão Cidade Verde S/A                               | Rede Cidade Verde             | ZYQ 721 |
| TV Cidade Verde Juína              | 10 | 40      | Juína                 | Televisão Cidade Verde S/A                               | Rede Cidade Verde             | RTV     |
| TV Cidade Verde Primavera do Leste | 10 | 41      | Primavera do Leste    | Televisão Cidade Verde S/A                               | Rede Cidade Verde             | RTV     |
| TV Cidade Verde Rio Claro          | 9  | 41*     | São José do Rio Claro | Televisão Cidade Verde S/A                               | Rede Cidade Verde             | RTV     |
| TV Cidade Verde Rondonópolis       | —  | 4 (41)  | Rondonópolis          | Televisão Cidade Verde S/A                               | Rede Cidade Verde             | RTV     |
| TV Cidade Verde Sinop              | 28 | 6 (41)  | Sinop                 | Televisão Cidade Verde S/A                               | Rede Cidade Verde             | RTV     |
| TV Cidade Verde Sorriso            | 12 | 41      | Sorriso               | Televisão Cidade Verde S/A                               | Rede Cidade Verde             | RTV     |
| TV Cidade Verde Tangará da Serra   | 10 | 26      | Tangará da Serra      | Rede Médio Norte de Comunicações Ltda.                   | Rede Cidade Verde             | RTV     |
| TV Cidade Verde Tapurah            | 10 | 42*     | Tapurah               | Televisão Cidade Verde S/A                               | Rede Cidade Verde             | RTV     |
| TV Confresa                        | —  | 21      | Confresa              | TV Veja News Ltda.                                       | SBT                           | RTV     |
| TV Conquista                       | 5  | 38      | Lucas do Rio Verde    | Gazeta Publicidade e Negócios Ltda.                      | Record                        | RTV     |
| TV Cuiabá                          | —  | 46      | Cuiabá                | TV Cuiabá Ltda.                                          | TV A Crítica                  | RTV     |
| TV Descalvados                     | 8  | 45*     | Cáceres               | TV Descalvados Ltda.                                     | SBT                           | RTV     |
| TV Divisa                          | —  | 44      | Alto Araguaia         | TV Chapadão Ltda.                                        | SBT                           | RTV     |
| TV Gazeta Cuiabá                   | —  | 19 (20) | Cuiabá                | Fundação Cásper Líbero                                   | TV Gazeta                     | RTV     |
| TV Guaporeí                        | 8  | 38      | Pontes e Lacerda      | TV Guaporeí Ltda.                                        | Record                        | RTV     |
| TV Itiquira                        | 7  | —       | Itiquira              | TVI-TV Itiquira Ltda.                                    | Record                        | RTV     |
| TV Mais                            | —  | 17 (18) | Cuiabá                | Fundação Altamiro Galindo                                | TV Cultura                    | ZYA 951 |
| TV Mais                            | 13 | 22      | Sinop                 | Rádio e Televisão Brasil Oeste Ltda.                     | TV Brasil Oeste (Rede Brasil) | RTV     |
| TV Mato Grosso                     | —  | 27      | Cuiabá                | Rede Mundial Rádio e Televisão Ltda.                     | Independente                  | RTV     |
| TV Migrantes                       | 3  | 46      | Guarantã do Norte     | Televisão Nhambiquara Ltda.                              | RedeTV!                       | RTV     |
| TV Miragem                         | 11 | —       | Peixoto de Azevedo    | Maranata Rádio e Televisão Sistem Ltda.                  | Record                        | RTV     |
| TV Mutum                           | 11 | 51      | Nova Mutum            | Torres Comunicações Ltda.                                | Rede Cidade Verde             | RTV     |
| TV Nativa                          | 7  | 38      | Alta Floresta         | Rede de Comunicação Centro Norte Ltda.                   | Record                        | RTV     |
| TV Nazaré Sinop                    | 17 | 18*     | Sinop                 | Fundação Nazaré de Comunicação                           | TV Nazaré                     | RTV     |
| TV Noroeste                        | —  | 7 (19)  | Juína                 | TV Veja News Ltda.                                       | SBT                           | RTV     |
| TV Nortão                          | 5  | —       | Alta Floresta         | Sistema Nortão de Radiodifusão Ltda.                     | SBT                           | RTV     |
| TV Nova Capital                    | 38 | 10 (50) | Sinop                 | SM Comunicações Ltda.                                    | TV A Crítica                  | RTV     |
| TV Nova Visão                      | 5  | 39      | Colíder               | Sociedade Colíder de Televisão Ltda.                     | Record                        | RTV     |
| TV Ourominas                       | 6  | 48      | Matupá                | Sistema Ourominas de Radiodifusão Ltda.                  | SBT                           | RTV     |
| TV Pantanal                        | —  | 22 (21) | Cuiabá                | Pantanal Som e Imagem Ltda.                              | RedeTV!                       | ZYA 949 |
| TV Pantaneira                      | 11 | —       | Poconé                | Emissoras Reunidas Ltda.                                 | RedeTV!                       | RTV     |
| TV Portal da Amazônia              | 13 | 38      | Comodoro              | Gazeta Publicidade e Negócios Ltda.                      | Record                        | RTV     |
| TV Portal da Amazônia              | 12 | 50      | Pontes e Lacerda      | TV Portal da Amazônia Ltda.                              | RedeTV!                       | RTV     |
| TV Porto                           | 13 | 28*     | Porto dos Gaúchos     | Tupi Comunicações Ltda.                                  | Record                        | RTV     |
| TV Primavera                       | 5  | 38      | Primavera do Leste    | Televisão Primavera Ltda.                                | Record                        | RTV     |
| TV Querência                       | 12 | 38*     | Querência             | Gazeta Publicidade e Negócios Ltda.                      | Record                        | RTV     |
| TV Real                            | 7  | 51      | Campo Verde           | Televisão Real Ltda.                                     | SBT                           | RTV     |
| TV Rio Garças                      | 11 | 41*     | Alto Garças           | Televisão Cidade Verde Ltda.                             | Rede Cidade Verde             | RTV     |
| TV Rio Verde                       | 8  | 49      | Lucas do Rio Verde    | Tupi Comunicações Ltda.                                  | SBT                           | RTV     |
| TV Sapezal                         | —  | 11 (26) | Sapezal               | Rede Médio Norte de Comunicações Ltda.                   | Rede Cidade Verde             | RTV     |
| TV SAT                             | 3  | 28      | Sorriso               | Televisão SAT Ltda.                                      | RedeTV!                       | RTV     |
| TV Sorriso                         | 10 | 45      | Sorriso               | Tropical Comunicação Ltda.                               | Record                        | RTV     |
| TV Super Sinop                     | —  | 7 (50)  | Sinop                 | Fundação Educacional e Cultural de Ipanema               | Rede Super                    | RTV     |
| TV Taquari                         | —  | 33      | Alto Taquari          | Leite & Lírio Ltda.                                      | Record                        | RTV     |
| TV UNIFAMA                         | 13 | —       | Guarantã do Norte     | Sistema Ourominas de Radiodifusão Ltda.                  | SBT                           | RTV     |
| TV Universidade                    | —  | 2 (26)  | Cuiabá                | Empresa Brasil de Comunicação S.A. - EBC                 | TV Brasil                     | —       |
| TV Vale                            | 7  | 49      | Tangará da Serra      | Televisão Chapada dos Parecis Ltda.                      | Record                        | RTV     |
| TV Várzea Grande                   | —  | 16      | Várzea Grande         | Radiodifusão A Voz d'Oeste Ltda.                         | Rede Brasil                   | RTV     |
| TV Vila Real                       | —  | 10 (38) | Cuiabá                | TV Gazeta Ltda.                                          | Record                        | ZYQ 722 |
| TV Vitória Régia                   | 6  | 41      | Cáceres               | TV Vitória Régia Ltda.                                   | Band                          | RTV     |
| TV Viva                            | 3  | 18      | Tangará da Serra      | Fundação Nazaré de Comunicação                           | TV Nazaré                     | RTV     |

* - Em implantação

### Extintos
| Nome                    | Canal | Cidade de concessão | Período de existência |
| ----------------------- | ----- | ------------------- | --------------------- |
| TV Interior             | 11    | Nortelândia         | 2015-2024             |
| TV Minha Cidade         | 13    | Nova Monte Verde    | 2018-2023             |
| TV Cidade               | 13    | Aripuanã            | 2007-2022             |
| RNA TV                  | 12    | Confresa            | 2010-2021             |
| TV Paranatinga          | 12    | Paranatinga         | 2010-2021             |
| TV Figueira             | 14    | Lucas do Rio Verde  | 2018-2020             |
| TV Portal               | 4     | Terra Nova do Norte | 2019-2020             |
| TV Noroeste             | 4     | Colniza             | 2012-2020             |
| RedeTV! Barra do Garças | 16    | Barra do Garças     | 2010-2020             |
| TV Capital              | 9     | Cláudia             | 1999-2020             |
| TV Vera                 | 6     | Vera                | 1997-2020             |
| TV Regional             | 11    | Mirassol d'Oeste    | 1991-2020             |
| TV Rosário              | 7     | Rosário Oeste       | 2011-2017             |
| TV Vale                 | 10    | Água Boa            | 1991-2017             |
| TV Frizon               | 8     | Paranatinga         | 2011-2016             |
| RSTV                    | 11    | Sapezal             | 2006-2016             |
| TV Xarayés              | 7     | Poconé              | 1997-2016             |
| TV Integração           | 11    | Juruena             | 2010-2015             |
| TV Líder                | 19    | Confresa            | 2012-2013             |
| TV Pantanal             | 10    | Cáceres             | 1991-2013             |
| TV Diamante             | 8     | Diamantino          | 2009-2012             |
| TV Terra                | 2     | Terra Nova do Norte | 1999-2012             |
| TV Taiamã               | 3     | Cáceres             | 1997-2011             |
| TV Pioneira             | 6     | Água Boa            | 1990-????             |